# 대전체육고등학교
대전체육고등학교(大田體育高等學校)는 대한민국 대전광역시 유성구 원신흥동에 있는 공립 고등학교이다.

## 학교 연혁
- 1972년 12월 4일 : 도립 대전체육학교 설립 인가(수업년한 3년, 학급수 : 학년당 2학급씩 총 6학급, 학생수 : 학급당 40명씩 총 240명)
- 1973년 3월 1일 : 도립 대전체육학교 개교 (중학교 과정의 특수학교)
- 1973년 3월 1일 : 박찬교 교장 취임 (중 1대, 고 1대)
- 1973년 3월 10일 : 도립 대전체육학교 입학식 (장소 : 한밭중학교 교정)
- 1973년 6월 4일 : 도립 대전체육학교 폐지 및  대전체육중학교 설립인가 (개교기념일 : 06. 04) 대전체육학교에 재학하는 학생은 대전체육중학교에 재학하는 것으로 간주
- 1974년 11월 7일 : 현 교사 준공식 (신축교사 이전일 : '74. 10. 30.)
- 1974년 12월 13일 : 위치변경에 따른 학칙 변경인가 (위치 : 대덕군 유성읍 신흥리 309)
- 1975년 11월 14일 : 대전체육고등학교 설립인가 (위치 : 대덕군 유성읍 신흥리 309) (수업년한 3년, 학급수 : 학년당 3학급씩 총 9학급, 학생수 : 학급당 40명씩 360명)
- 1975년 11월 17일 : 대전체육중학교 폐지 (폐지년월일 : '78. 02. 28) (학적부 및 보존서류 관리 : 폐지되는 익일부터 대전체육고등학교에서 보관 관리, 시설처리 : 대전체육고등학교에서 이관)
- 1976년 1월 13일 : 중학교 제1회 졸업식 (76명)
- 1976년 3월 1일 : 대전체육고등학교 개교 (입학식 : '76. 03. 05.)
- 1979년 1월 10일 : 고등학교 제1회 졸업식 (남 85명, 여 26명 계 111명)
- 1992년 3월 9일 : 대전체육중학교 설립 인가(학급수 : 학년당 1학급씩 총 3학급, 학생수 : 학급당 50명씩 총 150명)
- 1993년 3월 1일 : 대전체육중학교 개교 (입학식 : 1993. 03. 05.) 대전체육고등학교 교사 전용 사용
- 2015년 6월 24일 : 대전체육중학교 및 대전체육고등학교 통합운영학교 지정 (시행일 : 2015. 07. 01)
- 2024년 1월 12일 : 고등학교 제46회 졸업식 73명 (총 졸업생 3,830명)
- 2024년 1월 12일 : 중학교 제32회 졸업식 25명 (총 졸업생 1,475명)
- 2024년 3월 1일 : 고등학교 제23대 김석중 교장 취임
- 2024년 3월 4일 : 중·고등학교 입학식 (중학교 40명 입학)
- 2024년 3월 4일 : 중·고등학교 입학식 (고등학교 86명 입학)

## 설치 학과
- 체육과

## 참고 자료
- 대전체육고등학교 - 한국교육학술정보원 학교알리미